# Winfried Schwenke
Winfried Schwenke (* 12. April 1935 in Halle (Saale)) war ein deutscher Offizier der Luftwaffe der Bundeswehr, zuletzt im Dienstgrad Generalleutnant. Von 1987 bis 1991 war er elfter Leiter des Militärischen Abschirmdienstes (MAD) und zuletzt Stellvertretender Befehlshaber und Chef des Stabes der Alliierten Luftstreitkräfte Europa Mitte.

## Leben
Schwenke wurde 1935 geboren. 1948 kam seine Familie nach Northeim bei Hannover, wo er 1950 die Schule abschloss. Im Folgenden war er zunächst im einfachen Dienst der Bundespost und dann im gehobenen Verwaltungsdienst tätig.
1957 trat er als Offizieranwärter in die Luftwaffe ein und absolvierte die Flugausbildung in Kanada und den Vereinigten Staaten. Von 1960 bis 1966 wurde Schwenke im Jagdbombergeschwader 31 „Boelcke“ als Strahlflugzeugführer auf dem Waffensystem F84F und später auf F-104 Starfighter verwendet. Im Frühjahr 1966 wurde er Staffelkapitän beim Jagdbombergeschwader 36 in Rheine (Hopsten).
Von Herbst 1967 bis Herbst 1969 absolvierte Schwenke beim 12. Generalstabslehrgang der Luftwaffe die Ausbildung zum Offizier im Generalstabsdienst an der Führungsakademie der Bundeswehr in Hamburg. Anschließend war Schwenke Hilfsreferent im Führungsstab der Luftwaffe (Fü L) in Bonn und ab Herbst 1973 Stellvertretender Kommodore des Aufklärungsgeschwaders 52 auf dem Fliegerhorst Leck, wozu er auf das Waffensystem F-4 Phantom umgeschult wurde. Vom 2. November 1974 bis zum 9. August 1976 war Schwenke als Oberst Kommodore des Jagdgeschwaders 72 „Westfalen“ und 1981 Stabsabteilungsleiter der Stabsabteilung VI des Fü L. Später, als Brigadegeneral, war Schwenke Abteilungsleiter Planung im Hauptquartier der Alliierten Streitkräfte Mitteleuropa in Brunssum. 1982 übernahm Schwenke die 3. Luftwaffendivision in Kalkar.
1987 übernahm Schwenke die Leitung des MAD, die er bis 1991 innehatte. In seiner letzten Verwendung war er Stellvertretender Befehlshaber und Chef des Stabes der Alliierten Luftstreitkräfte Europa Mitte. 1993 trat er in den Ruhestand.
Nach dem Beginn seines Ruhestandes begann Schwenke ein Studium der Politikwissenschaft, Neueren Geschichte und Philosophie, das er 2004 an der Rheinischen Friedrich-Wilhelms-Universität Bonn mit dem akademischen Grad Master of Arts abschloss. Im Rahmen seiner Offizierausbildung hatte er kein Studium durchlaufen, weil die Universitäten der Bundeswehr erst später gegründet wurden.

## Schriften
- Pilot im Starfighter. Faszination und Herausforderungen. In: Bernd Lemke, Dieter Krüger, Heinz Rebhan, Wolfgang Schmidt (Hrsg.): Die Luftwaffe 1950 bis 1970: Konzeption, Aufbau, Integration. R. Oldenbourg Verlag, München 2006, ISBN 978-3-486-57973-4, S. 725–735 (eingeschränkte Vorschau in der Google-Buchsuche).